# Margaret Paston
Margaret Paston (c. 1420-1484), filha de John Mautby e de Berney Mautby, foi membro de uma família inglesa enriquecida na região de Norfolk. Sua vida foi marcada por conflitos em relação às propriedades da família e pelo papel que precisou desempenhar na administração dessas posses diante das ausências regulares do marido. Esses eventos ficaram registrados em cartas que Margaret enviava à família e que hoje fazem parte do conjunto de documentos conhecido como Cartas Paston. 

## Biografia
Margaret Paston, também conhecida como Margaret Mautby, veio de uma família proprietária de terras que foram herdadas por ela diante da morte de seu pai. Por volta de 1440, Margaret casou-se com John Paston I, levando consigo posses importantes e conexões sociais que foram fundamentais para a família Paston. Uma das estabelecidas por Margaret foi entre seu marido e Sir John Fastolf, amigo da família de Berney Mautby. Ele havia servido como oficial nas guerras francesas adquirindo riqueza e propriedades e, por intermédio de Margaret, fez de John Paston I seu conselheiro legal. A proximidade entre a família Paston e Sir John Fastolf fez ainda com que John Paston fosse indicado como executor do testamento de Fastolf, herdando algumas de suas propriedades em Norfolk e Suffolk. O testamento, contudo, foi contestado por outros executores levando a uma série de ameaças à família Paston e seus funcionários, incluindo o ataque ordenado pelo duque de Suffolk à propriedade de Hellesdon. No momento do ataque Margaret estava em Caister, mas a propriedade de Helleston havia ficado sob sua administração na ausência do marido. 

## Casamento e filhos
Margaret Paston foi uma importante companheira comercial para John Paston I. Além de ter contribuído para a economia da família com sua herança, foi responsável também por administrar finanças e propriedades na ausência do esposo. John I passou diversos anos em Londres, incumbindo a Margaret a organização e até mesmo proteção de suas posses em Norfolk. As cartas enviadas ao marido serviram como testemunho de sua atuação, uma prova enviada a John I de que cumpria com sucesso suas obrigações enquanto esposa.
Margaret e John Paston tiveram cinco filhos e duas filhas:
Sir John Paston II (1442-1479): filho mais velho, foi tornado cavaleiro em 1463. Durante o conflito entre Yorks e Lancasters, tomou o lado dos últimos sendo perdoado em 1471.
John Paston III (1444-1504): serviu ao duque de Norfolk entre 1462-64 e se casou com Margery Brews em 1477. Assim como o irmão, foi perdoado em 1472 por lutar ao lado dos Lancasters.
Margery (Paston) Calle (m. 1479): casou-se com Richard Calle contra os desejos da família.
Edmund II (m. 1504): serviu ao duque de Gloucester em nome do rei e casou-se duas vezes.
Anne (Paston) Yelverton (m. 1494-95): casou-se com William Yelverton, antigo opositor de John Paston I, com apoio da família.
Walter (1455-1479): chegou a frequentar a universidade de Oxford.
William III (1461-1479): serviu ao earl de Oxford em 1488.
Margery Paston havia prometido se casar em segredo com um dos funcionários da família, Richard Calle, o que levou a um desentendimento com a mãe, Margaret Paston.  Contra a vontade da família, Margery casou-se com Richard Calle em 1469. Seu filho mais velho, John Paston II, também foi causa de conflitos na família. Ele havia se desentendido com o pai que o acusava de gastar muito dinheiro e não agir em benefício da família. Margaret Paston precisou intervir na relação de ambos, queixando-se das ações do filho que geraram conflitos entre ela e o marido: “I durst not let him know of the last letter that ye wrote to me, because he was so sore displeased with me at that time”.

## Cartas
Margaret Paston ficou conhecida pela sobrevivência de um amplo conjunto de cartas endereçadas a sua família nas quais pedia conselhos sobre como administrar as propriedades, solicitava mantimentos, aconselhava os filhos, dentre outros temas variados. Chegou a intervir na tentativa de estabelecer um matrimônio para Elizabeth Paston (cunhada de Margaret, irmã de John Paston I), solicitando apoio do marido. Algumas cartas enviadas por ela foram escritas através de escribas e grande parte desses documentos foram preservados por John Paston I.
Suas cartas constituem o maior conjunto de textos pessoais escritos por uma única mulher durante a Idade Média. Ao todo, sobreviveram 107 cartas escritas por Margaret Paston. Outras mulheres da família também produziram documentos semelhantes, incluindo-se Agnes Paston (c. 1405-1479), mãe de John I; Elizabeth Paston (1429-1488), irmã de John I, também conhecida como Elizabeth Poynings ou Elizabeth Browne por seus casamentos posteriores; Margery Paston (m. 1495), também conhecida como Margery Brews, esposa de John Paston III e Elizabeth Clere (m. 1493), prima da família.